# Indiase gevlekte boomkruiper
De Indiase gevlekte boomkruiper (Salpornis spilonota) is een zangvogel uit de familie Salpornithidae.

## Verspreiding en leefgebied
Deze soort is endemisch in India en telt 2 ondersoorten:
- S. s. rajputanae: westelijk India.
- S. s. spilonota: centraal India.